# Captain Tsubasa - World Youth
 (mai 2025).
Si vous disposez d'ouvrages ou d'articles de référence ou si vous connaissez des sites web de qualité traitant du thème abordé ici, merci de compléter l'article en donnant les références utiles à sa vérifiabilité et en les liant à la section « Notes et références ».
Captain Tsubasa - World Youth est un manga de Yôichi Takahashi qui est la suite de Captain Tsubasa. Il a été prépublié dans le Weekly Shōnen Jump entre 1994 et 1997, et a été compilé en un total de 18 volumes. En France, il a été publié en intégralité aux éditions J'ai lu.

## Résumé de l'histoire
Tsubasa Ohzora, footballeur de génie, a réalisé la première partie de son rêve : partir au Brésil apprendre le football avec Roberto.

Mais la route jusqu'à la coupe du monde est longue…
Les coéquipiers de Tsubasa devront s'entrainer très durement pour hausser leur niveau pour se qualifier et tenter de gagner la coupe du monde de football des moins de 20 ans.

## Liste des volumes
1. Tsubasa Ohzora : « Je vais bien !! »
2. L'enfant de Dieu
3. Vers la gloire…
4. En route vers le rêve !!
5. Se battre avec cœur !!
6. Que les lauriers de la victoire se portent sur toi !!
7. Des guerriers plus aguerris
8. Le tir du tigre foudroyant !!
9. L'instant de la victoire !!
10. La lumière au bout du tunnel !!
11. La porte sur le rêve !!
12. La scène du rêve !!
13. L'histoire d'un ballon donné !!
14. La preuve des progrès accomplis !!
15. Qualification pour la phase suivante du championnat !
16. Une nouvelle stratégie redoutable !
17. Le pari pour le titre mondial !
18. Le but en or !!

### Coupe d'Asie des moins de 18 ans

#### Premier tour
Groupe D
|   | Équipe         | Pts | J | G | N | P | BP | BC | Diff |
| - | -------------- | --- | - | - | - | - | -- | -- | ---- |
| 1 | Japon          | 9   | 3 | 3 | 0 | 0 | 11 | 5  | +6   |
| 2 | Thaïlande      | 6   | 3 | 2 | 0 | 1 | 28 | 4  | +24  |
| 3 | Taipei chinois | 1   | 3 | 0 | 1 | 2 | ?  | ?  | ?    |
| 4 | Guam           | 1   | 3 | 0 | 1 | 2 | ?  | ?  | ?    |

| Tokyo, ? | Thaïlande      | 12 | 0 | Guam           |
| Tokyo, ? | Japon          | 2  | 1 | Taipei chinois |
| Tokyo, ? | Thaïlande      | 11 | 0 | Taipei chinois |
| Tokyo, ? | Japon          | 4  | 0 | Guam           |
| Tokyo, ? | Japon          | 5  | 4 | Thaïlande      |
| Tokyo, ? | Taipei chinois | N  | N | Guam           |

Quant aux autres groupes, le A est remporté par la Chine, le B par la Corée du Sud, le C par l'Indonésie, le E par les Émirats arabes unis, le H par l'Arabie saoudite, le J par l'Ouzbékistan. Pour les groupes F, G et I, la Syrie, le Koweït et l'Irak se sont qualifiés sans qu'on sache le groupe.

#### Second tour
Groupe A
|   | Équipe       | Pts | J | G | N | P | BP | BC | Diff |
| - | ------------ | --- | - | - | - | - | -- | -- | ---- |
| 1 | Corée du Sud | 10  | 4 | 3 | 1 | 0 | ?  | ?  | ?    |
| 2 | Irak         | 8   | 4 | 2 | 2 | 0 | ?  | ?  | ?    |
| 3 | Syrie        | 7   | 4 | 2 | 1 | 1 | ?  | ?  | ?    |
| 4 | Koweït       | 3   | 4 | 1 | 0 | 3 | ?  | ?  | ?    |
| 5 | Indonésie    | 0   | 4 | 0 | 0 | 4 | ?  | ?  | ?    |

| Djakarta, ? | Corée du Sud | V | D | Syrie        |
| Djakarta, ? | Syrie        | V | D | Koweït       |
| Djakarta, ? | Indonésie    | D | V | Corée du Sud |
| Djakarta, ? | Indonésie    | D | V | Koweït       |
| Djakarta, ? | Indonésie    | D | V | Irak         |
| Djakarta, ? | Corée du Sud | 1 | 1 | Irak         |
| Djakarta, ? | Corée du Sud | V | D | Koweït       |
| Djakarta, ? | Irak         | V | D | Koweït       |
| Djakarta, ? | Syrie        | N | N | Irak         |
| Djakarta, ? | Indonésie    | D | V | Syrie        |

Groupe B
|   | Équipe              | Pts | J | G | N | P | BP | BC | Diff |
| - | ------------------- | --- | - | - | - | - | -- | -- | ---- |
| 1 | Japon               | 12  | 4 | 4 | 0 | 0 | 24 | 5  | +19  |
| 2 | Arabie saoudite     | 9   | 4 | 3 | 0 | 1 | ?  | ?  | ?    |
| 3 | Chine               | 6   | 4 | 2 | 0 | 2 | ?  | ?  | ?    |
| 4 | Ouzbékistan         | 0   | 3 | 0 | 0 | 3 | ?  | ?  | ?    |
| 5 | Émirats arabes unis | 0   | 3 | 0 | 0 | 3 | ?  | ?  | ?    |

| Djakarta, ? | Japon           | 8 | 1 | Ouzbékistan         |
| Djakarta, ? | Chine           | 3 | 0 | Émirats arabes unis |
| Djakarta, ? | Arabie saoudite | 3 | 0 | Ouzbékistan         |
| Djakarta, ? | Japon           | 6 | 0 | Émirats arabes unis |
| Djakarta, ? | Japon           | 4 | 1 | Arabie saoudite     |
| Djakarta, ? | Chine           | V | D | Ouzbékistan         |
| Djakarta, ? | Arabie saoudite | V | D | Émirats arabes unis |
| Djakarta, ? | Japon           | 6 | 3 | Chine               |
| Djakarta, ? | Arabie saoudite | 1 | 0 | Chine               |
| Djakarta, ? | Ouzbékistan     | ? | ? | Émirats arabes unis |

#### Phase finale
|  | Demi-finales  | Demi-finales    | Demi-finales  | Demi-finales  |            |       | Finale       | Finale       | Finale       | Finale       |
|  |               |                 |               |               |            |       |              |              |              |              |
|  | D1 - Djakarta | D1 - Djakarta   | D1 - Djakarta | D1 - Djakarta |            |       | F - Djakarta | F - Djakarta | F - Djakarta | F - Djakarta |
|  | V 1er Grp B   | Japon           | 3             | 3             |            |       | F - Djakarta | F - Djakarta | F - Djakarta | F - Djakarta |
|  | V 1er Grp B   | Japon           | 3             | 3             |            |       | F - Djakarta | F - Djakarta | F - Djakarta | F - Djakarta |
|  | V 2e Grp A    | Irak            | 0             | 0             |            |       | F - Djakarta | F - Djakarta | F - Djakarta | F - Djakarta |
|  | V 2e Grp A    | Irak            | 0             | 0             | V 1re Demi | Japon | 2            | 2            |              |              |
|  | D2 - Djakarta |                 |               |               | V 1re Demi | Japon | 2            | 2            |              |              |
|  |               |                 | V 2e Demi     | Corée du Sud  | 0          | 0     |              |              |              |              |
|  | V 1er Grp A   | Corée du Sud    | V 2e Demi     | Corée du Sud  | 0          | 0     | 2            | 2            |              |              |
|  | V 1er Grp A   | Corée du Sud    |               |               |            |       |              | 2            |              |              |
|  | V 2e Grp B    | Arabie saoudite | 1             | 1             |            |       |              |              |              |              |
|  | V 2e Grp B    | Arabie saoudite | 1             | 1             |            |       |              |              |              |              |

L'Arabie saoudite est repêchée pour le mondial en tant que troisième d'Asie à la suite du forfait du pays organisateur ("Burunga"). L'Irak se classe quatrième.

### Coupe du monde des moins de 19 ans

#### Phase de poules
Groupe A
|   | Équipe  | Pts | J | G | N | P | BP | BC | Diff |
| - | ------- | --- | - | - | - | - | -- | -- | ---- |
| 1 | Japon   | 9   | 3 | 3 | 0 | 0 | 12 | 6  | +6   |
| 2 | Uruguay | 6   | 3 | 2 | 0 | 1 | 10 | 8  | +2   |
| 3 | Mexique | 1   | 3 | 0 | 1 | 2 | 1  | 4  | -3   |
| 4 | Italie  | 1   | 3 | 0 | 1 | 2 | 2  | 6  | -4   |

| Tokyo, ?   | Japon   | 2 | 1 | Mexique |
| Kashima, ? | Uruguay | 3 | 2 | Italie  |
| Kashima, ? | Japon   | 6 | 5 | Uruguay |
| Kashima, ? | Italie  | 0 | 0 | Mexique |
| Saitama, ? | Mexique | 0 | 2 | Uruguay |
| Saitama, ? | Japon   | 4 | 0 | Italie  |

Groupe B
|   | Équipe     | Pts | J | G | N | P | BP | BC | Diff |
| - | ---------- | --- | - | - | - | - | -- | -- | ---- |
| 1 | Allemagne  | 6   | 3 | 2 | 0 | 1 | ?  | ?  | ?    |
| 2 | Suède      | 5   | 3 | 1 | 2 | 0 | ?  | ?  | ?    |
| 3 | Colombie   | 4   | 3 | 1 | 1 | 1 | ?  | ?  | ?    |
| 4 | États-Unis | 1   | 3 | 0 | 1 | 2 | ?  | ?  | ?    |

| ?            | Suède     | N | N | Colombie   |
| ?            | Allemagne | V | D | États-Unis |
| ?            | Allemagne | V | D | Colombie   |
| ?            | Suède     | N | N | États-Unis |
| ?            | Colombie  | V | D | États-Unis |
| Hiroshima, ? | Allemagne | 3 | 5 | Suède      |

Groupe C
|   | Équipe       | Pts | J | G | N | P | BP | BC | Diff |
| - | ------------ | --- | - | - | - | - | -- | -- | ---- |
| 1 | Pays-Bas     | 9   | 3 | 3 | 0 | 0 | ?  | ?  | ?    |
| 2 | Argentine    | 6   | 3 | 2 | 0 | 1 | ?  | ?  | ?    |
| 3 | Corée du Sud | 3   | 3 | 1 | 0 | 2 | ?  | ?  | ?    |
| 4 | Ghana        | 0   | 3 | 0 | 0 | 3 | ?  | ?  | ?    |

| ? | Pays-Bas     | V | D | Corée du Sud |
| ? | Argentine    | V | D | Ghana        |
| ? | Corée du Sud | D | V | Argentine    |
| ? | Ghana        | D | V | Pays-Bas     |
| ? | Pays-Bas     | V | D | Argentine    |
| ? | Ghana        | D | V | Corée du Sud |

Groupe D
|   | Équipe          | Pts | J | G | N | P | BP | BC | Diff |
| - | --------------- | --- | - | - | - | - | -- | -- | ---- |
| 1 | Brésil          | 9   | 3 | 3 | 0 | 0 | 19 | 0  | +19  |
| 2 | France          | 6   | 3 | 2 | 0 | 1 | ?  | ?  | ?    |
| 3 | Cameroun        | 1   | 3 | 0 | 1 | 2 | ?  | ?  | ?    |
| 4 | Arabie saoudite | 1   | 3 | 0 | 1 | 2 | ?  | ?  | ?    |

| ? | Brésil          | V | D | Cameroun        |
| ? | Arabie saoudite | D | V | France          |
| ? | France          | V | D | Cameroun        |
| ? | Arabie saoudite | D | V | Brésil          |
| ? | Cameroun        | N | N | Arabie saoudite |
| ? | Brésil          | V | D | France          |

#### Phase finale
|  | Quarts de finale | Quarts de finale | Quarts de finale | Quarts de finale |            |           | Demi-finales | Demi-finales | Demi-finales | Demi-finales |  |  | Finale                | Finale                | Finale                | Finale                |
|  |                  |                  |                  |                  |            |           |              |              |              |              |  |  |                       |                       |                       |                       |
|  | Q1 - Yokohama    | Q1 - Yokohama    | Q1 - Yokohama    | Q1 - Yokohama    |            |           | D1 -         | D1 -         | D1 -         | D1 -         |  |  | F - 3 novembre, Osaka | F - 3 novembre, Osaka | F - 3 novembre, Osaka | F - 3 novembre, Osaka |
|  | Q1 - Yokohama    | Q1 - Yokohama    | Q1 - Yokohama    | Q1 - Yokohama    |            |           | D1 -         | D1 -         | D1 -         | D1 -         |  |  | F - 3 novembre, Osaka | F - 3 novembre, Osaka | F - 3 novembre, Osaka | F - 3 novembre, Osaka |
|  | 1er Grp A        | Japon            | 1                | 1                |            |           | D1 -         | D1 -         | D1 -         | D1 -         |  |  | F - 3 novembre, Osaka | F - 3 novembre, Osaka | F - 3 novembre, Osaka | F - 3 novembre, Osaka |
|  | 1er Grp A        | Japon            | 1                | 1                |            |           | D1 -         | D1 -         | D1 -         | D1 -         |  |  | F - 3 novembre, Osaka | F - 3 novembre, Osaka | F - 3 novembre, Osaka | F - 3 novembre, Osaka |
|  | 2e Grp B         | Suède            | 0                | 0                |            |           | D1 -         | D1 -         | D1 -         | D1 -         |  |  | F - 3 novembre, Osaka | F - 3 novembre, Osaka | F - 3 novembre, Osaka | F - 3 novembre, Osaka |
|  | 2e Grp B         | Suède            | 0                | 0                | V 1er Qrt  | Japon     | 1ap          | 1ap          |              |              |  |  | F - 3 novembre, Osaka | F - 3 novembre, Osaka | F - 3 novembre, Osaka | F - 3 novembre, Osaka |
|  | Q2 - Hiroshima   |                  |                  |                  | V 1er Qrt  | Japon     | 1ap          | 1ap          |              |              |  |  | F - 3 novembre, Osaka | F - 3 novembre, Osaka | F - 3 novembre, Osaka | F - 3 novembre, Osaka |
|  |                  |                  | V 2e Qrt         | Pays-Bas         | 0          | 0         |              |              |              |              |  |  | F - 3 novembre, Osaka | F - 3 novembre, Osaka | F - 3 novembre, Osaka | F - 3 novembre, Osaka |
|  | 1er Grp C        | Pays-Bas         | V 2e Qrt         | Pays-Bas         | 0          | 0         | 3            | 3            |              |              |  |  | F - 3 novembre, Osaka | F - 3 novembre, Osaka | F - 3 novembre, Osaka | F - 3 novembre, Osaka |
|  | 1er Grp C        | Pays-Bas         | D2 -             |                  |            |           | 3            | 3            |              |              |  |  | F - 3 novembre, Osaka | F - 3 novembre, Osaka | F - 3 novembre, Osaka | F - 3 novembre, Osaka |
|  | 2e Grp D         | France           | 1                | 1                |            |           |              |              |              |              |  |  | F - 3 novembre, Osaka | F - 3 novembre, Osaka | F - 3 novembre, Osaka | F - 3 novembre, Osaka |
|  | 2e Grp D         | France           | 1                | 1                | V 1re Demi | Japon     | 3ap          | 3ap          |              |              |  |  |                       |                       |                       |                       |
|  | Q3 - Mitsuho     |                  |                  |                  | V 1re Demi | Japon     | 3ap          | 3ap          |              |              |  |  |                       |                       |                       |                       |
|  |                  |                  | V 2e Demi        | Brésil           | 2          | 2         |              |              |              |              |  |  |                       |                       |                       |                       |
|  | 1er Grp B        | Allemagne        | V 2e Demi        | Brésil           | 2          | 2         | 3            | 3            |              |              |  |  |                       |                       |                       |                       |
|  | 1er Grp B        | Allemagne        |                  |                  |            |           |              |              |              |              |  |  |                       |                       |                       |                       |
|  | 2e Grp C         | Argentine        | 2                | 2                |            |           |              |              |              |              |  |  |                       |                       |                       |                       |
|  | 2e Grp C         | Argentine        | 2                | 2                | V 3e Qrt   | Allemagne | 0            | 0            |              |              |  |  |                       |                       |                       |                       |
|  | Q4 - Nihondaira  |                  |                  |                  | V 3e Qrt   | Allemagne | 0            | 0            |              |              |  |  |                       |                       |                       |                       |
|  |                  |                  | V 4e Qrt         | Brésil           | 5          | 5         |              |              |              |              |  |  |                       |                       |                       |                       |
|  | 1er Grp D        | Brésil           | V 4e Qrt         | Brésil           | 5          | 5         | 6            | 6            |              |              |  |  |                       |                       |                       |                       |
|  | 1er Grp D        | Brésil           |                  |                  |            |           |              | 6            |              |              |  |  |                       |                       |                       |                       |
|  | 2e Grp A         | Uruguay          | 0                | 0                |            |           |              |              |              |              |  |  |                       |                       |                       |                       |
|  | 2e Grp A         | Uruguay          | 0                | 0                |            |           |              |              |              |              |  |  |                       |                       |                       |                       |
|  |                  |                  |                  |                  |            |           |              |              |              |              |  |  |                       |                       |                       |                       |

## Personnages

### Personnages japonais
- Shingo Aoi (Nicolas Alliot)
- Minato Gamô
- Kojirô Hyûga (Marc Landers)
- Ryô Ishizaki (Bruce Harper)
- Hiroshi Jitô (Clifford Youn)
- Hikaru Matsuyama (Philip Callaghan)
- Tarô Misaki (Ben Becker)
- Jun Misugi (Jullian Ross)
- Shun Nitta (Patrick Everett)
- Tsubasa Ohzora (Olivier Atton)
- Makoto Soda (Raphaël Peterson)
- Kazuo Tachibana (James Derrick)
- Masao Tachibana (Jason Derrick)
- Genzô Wakabayashi (Thomas Price)
- Ken Wakashimazu (Ed Warner)

### Autres personnages
- Fan Dias
- Gino Fernandes
- Ryôma Hino
- Roberto Hongô
- Hernan Kartz
- Louis Napoléon
- Naturezza
- Pepe
- Alcide Pierre
- Carlos Santana
- Frantz Schester
- Karl-Heinz Schneider
- Ramon Victorino